# 3-тя піхотна дивізія (США)
3-тя піхо́тна диві́зія а́рмії США (англ. 3rd Infantry Division (United States) — військове з'єднання механізованих військ армії США. Заснована 21 листопада 1917 року. Пунктами постійної дислокації є гарнізони в штаті Джорджія. Штаб-квартира розташована у Форт Стюарт, Джорджія.

## Структура дивізії

Відзнака дивізії

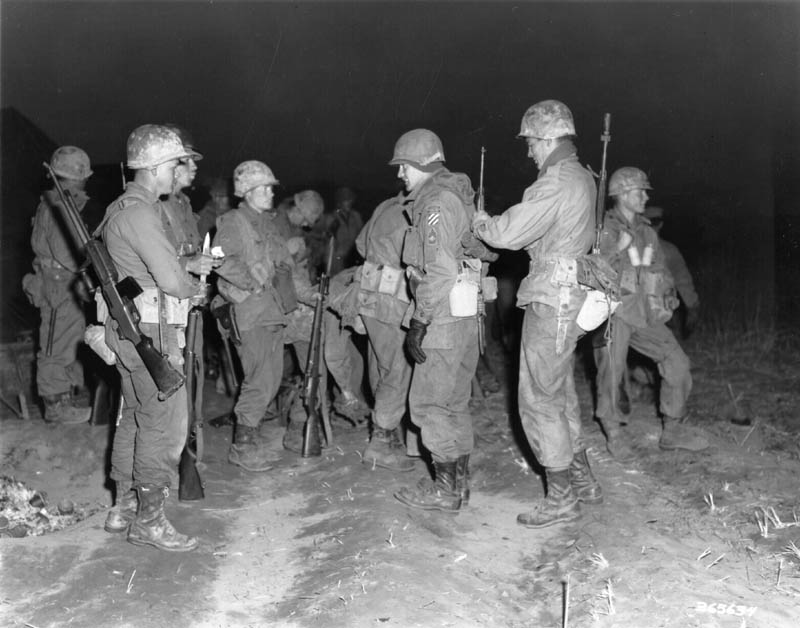
Війська 3-ї дивізії в Кореї. Південна Корея. 17 квітня 1951

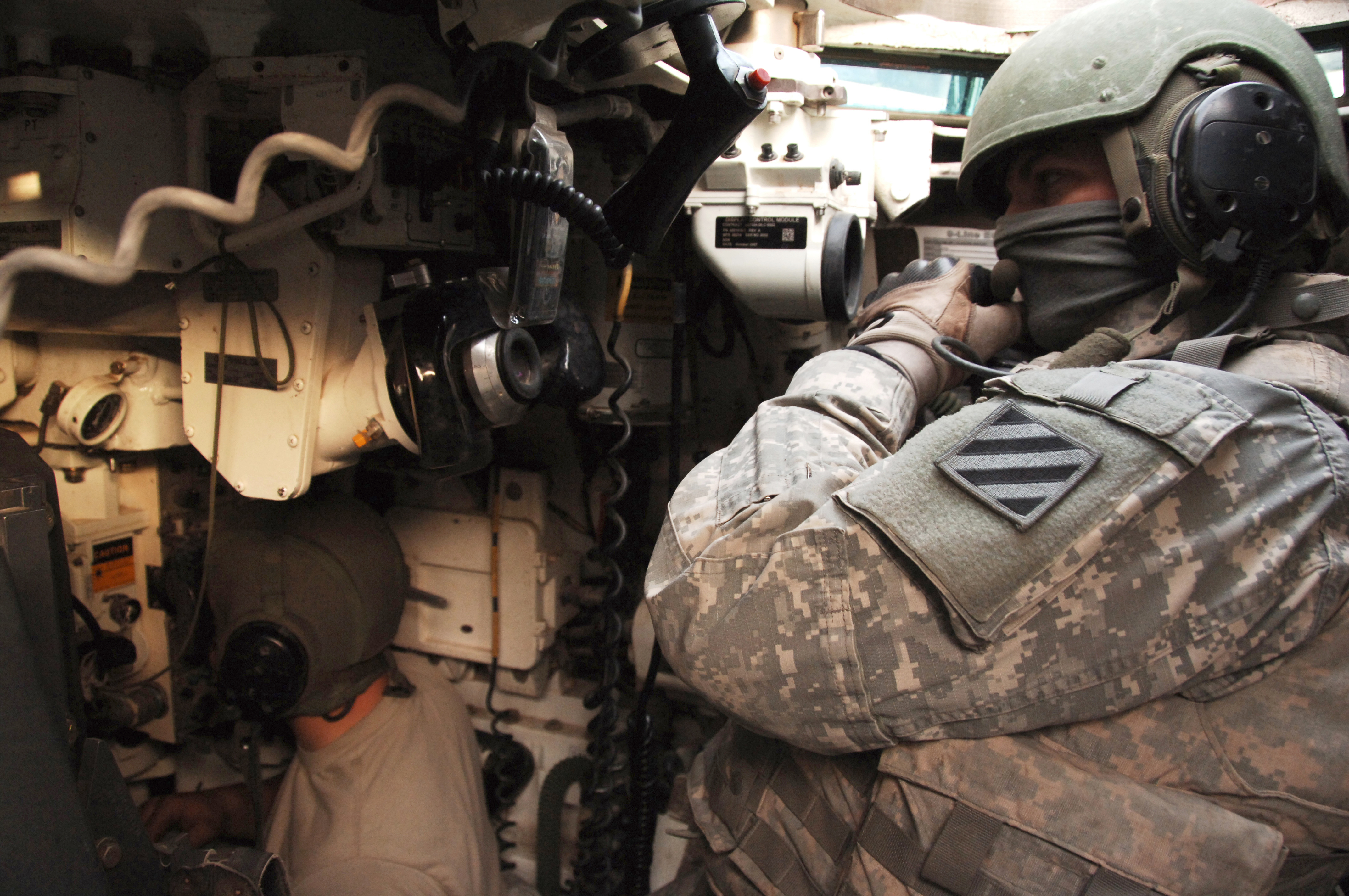
Екіпаж танка М1 «Абрамс» Ірак. 2008

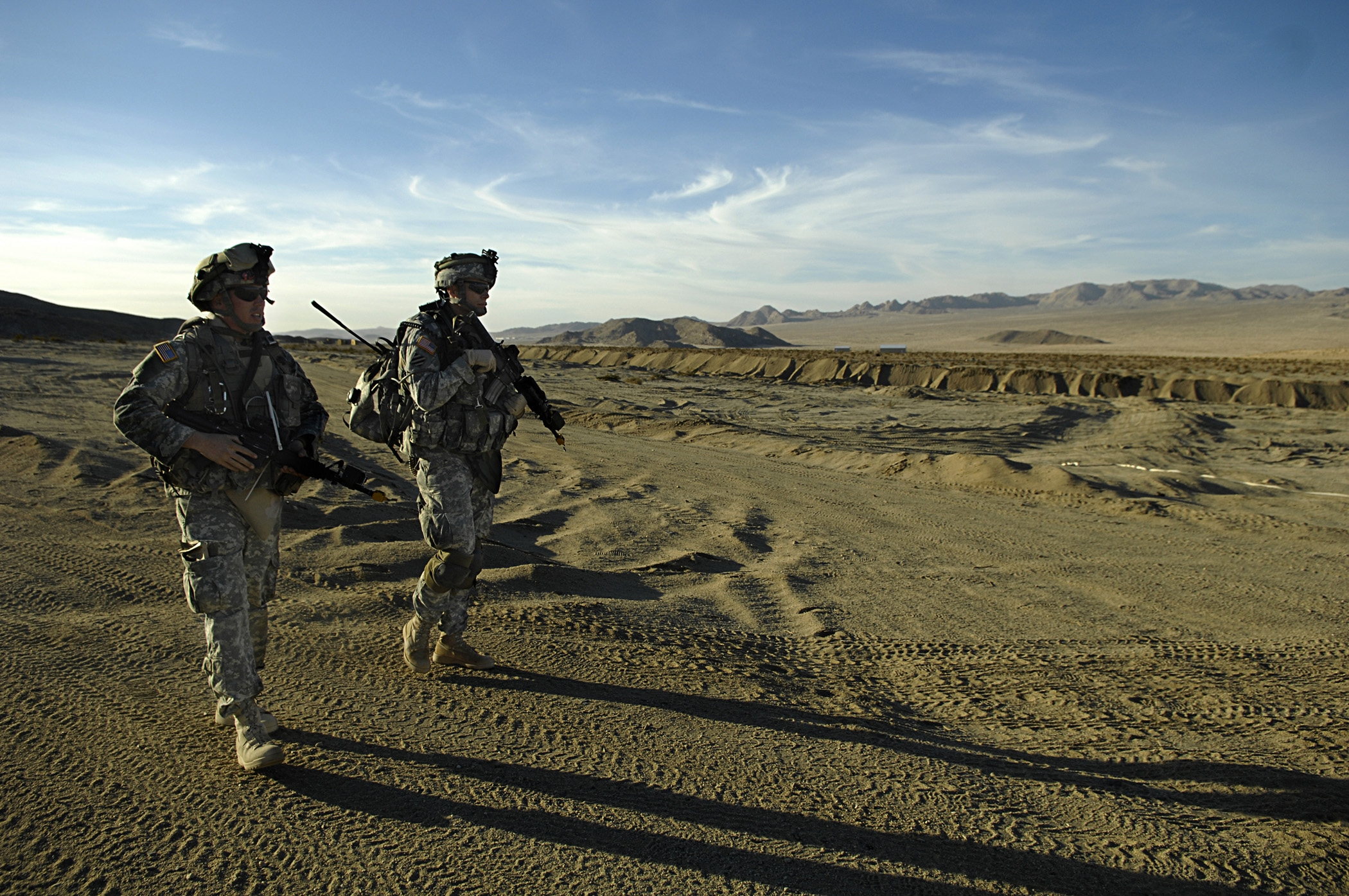
Патруль 3-ї піхотної дивізії. Ірак

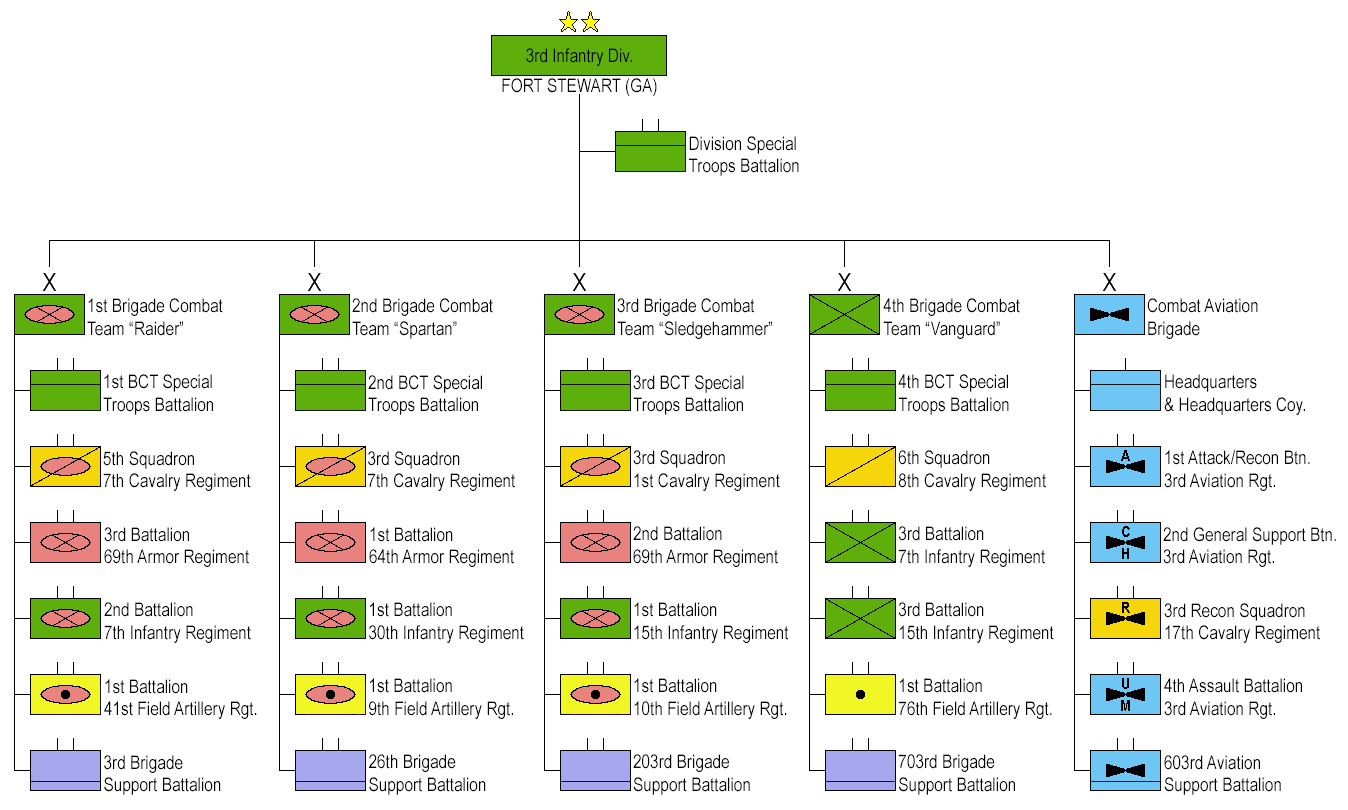
Організаційно-штатна структура 3-ї дивізії